# Mágikus realizmus
A mágikus realizmus olyan művészeti irányzat, amely valósághű képet fest a világról, miközben mágikus elemekkel is kiegészíti, gyakran elmosva a határvonalat a fantázia és a valóság között.
A kifejezést egy német kritikus, Franz Roh alkotta az 1920-as években, hogy ennek segítségével mutasson be néhány amerikai festményt, de általánosan elterjedtté a latin-amerikai irodalom 20. századi felvirágzásával vált. Ennek mérföldköve Gabriel García Márquez 1967-ben megjelent Száz év magány című regénye, ami a mágikus realista irodalom igazi megteremtője lett. De a mágikus realizmus képviselője volt a szovjet-orosz Mihail Afanaszjevics Bulgakov is, akinek A Mester és Margarita című regénye halála után évtizedekkel, 1966-ban jelent meg. Ilyen elemek egyébként már E. T. A. Hoffmann természetfeletti meséiben is megtalálhatóak; a stíluselemek számos regényben, versben, festményben, sőt filmekben is felfedezhetők.

## Története
A kifejezést először Franz Roh, egy német kritikus használta 1925-ben Nach-Expressionismus – Magischer Realismus: Probleme der neuesten europäischen Malerei című művében (Leipzig, 1925), hogy leírhassa néhány, az 1920-as években alkotó festő, mint az amerikai Ivan Albright, Paul Cadmus és George Tooker szokatlan realizmusát, amelyben a valóság szürrealizmussal és fantasztikummal keveredett.
Az irodalmi mágikus realizmus egyik előfutárának Dino Buzzati egyik művét, A Tatárpusztát tartják. A stílus olyan írók felemelkedésével vált népszerűvé, mint Mihail Bulgakov vagy Ernst Jünger, és egyes latin-amerikai szerzők is ilyen stílusban alkottak, különösen Jorge Luis Borges, Isabel Allende és Gabriel García Márquez, aki bevallotta, hogy „legfőbb problémám a demarkációs vonalak felszámolása volt, ami elválasztotta egymástól a valódinak tűnőt és a fantasztikusnak tűnőt”.

## A mágikus realizmus a képzőművészetben

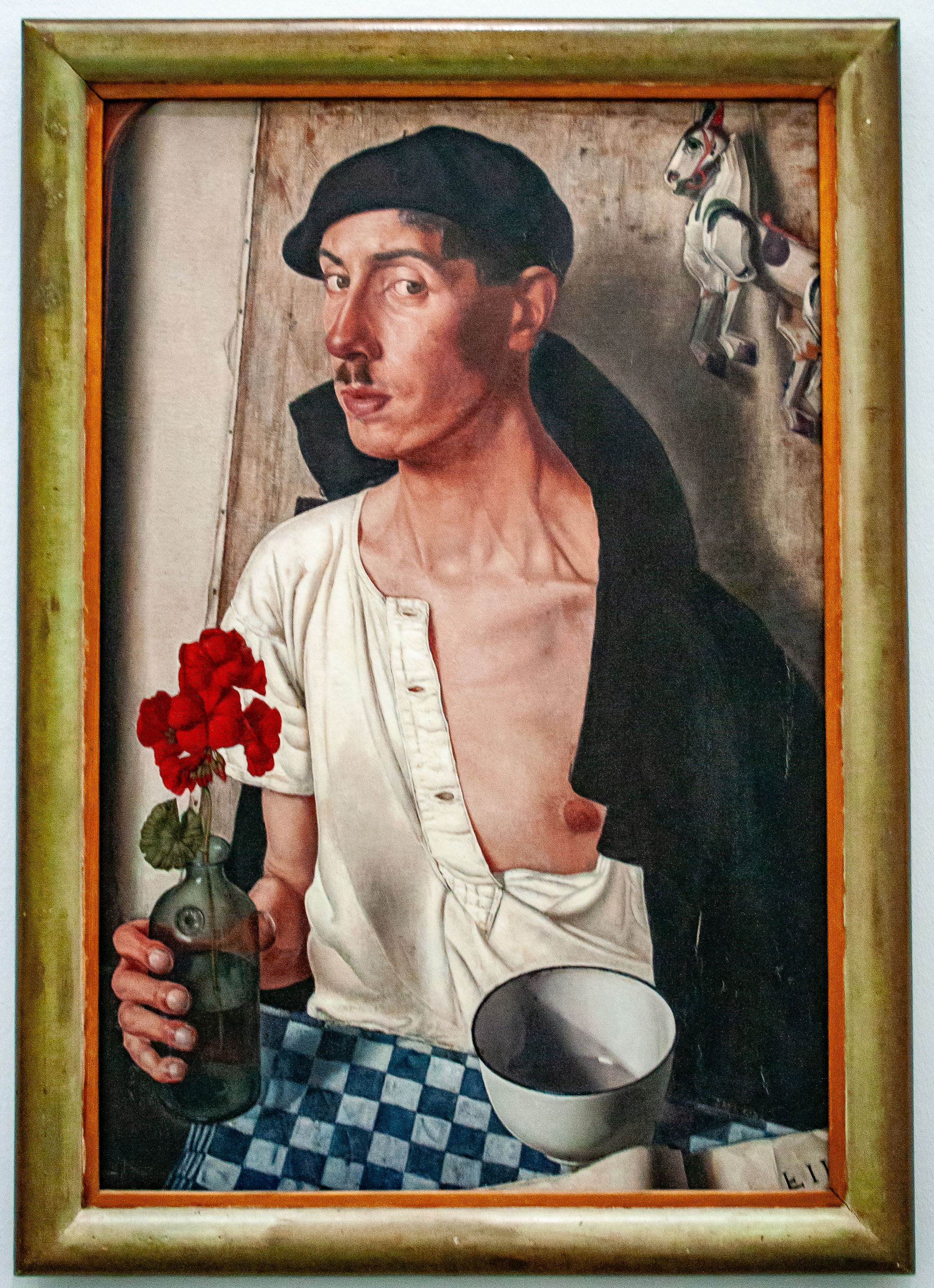
Dick Ket holland mágikus-realista festő önarcképe (1932) a rotterdami Museum Boijmans Van Beuningenben

Hollandiában a szürrealizmus nem igazán vert gyökeret, de az 1920-as és 30-as években egyre több festő akadt, akik az egyre inkább az elvont, az absztrakt felé forduló nemzetközi művészeti világban a realizmus elemeit ábrázolták. Pyke Koch holland festő szerint: „a mágikus realizmus olyan helyzeteket ír le, amelyek lehetségesek, bár valószínűtlenek. A szürrealizmus, ezzel ellentétben, olyan helyzeteket ábrázol, amelyek lehetetlenek, nemlétezőek, vagy képzeletbeliek.” 
Carel Willink holland festő hasonlóképpen realista elemeket ábrázolt zaklatott, eltúlzott környezetben. A stílus neves képviselője volt Maurits Cornelis Escher.
Charles Toorop művészete is mutat ezekkel rokon vonásokat, azonban mégis inkább a korabeli új objektivitás nevű realista irányzathoz tartozik.
Olaszországban  Giorgio de Chirico már 1915-től a mágikus realizmus előfutárai közé tartozott az általa Pittura Metafisica-nak nevezett módszerével.
Belgiumban Paul Delvaux és René Magritte voltak a stílus nemzetközileg is kiemelkedő képviselői.
Salvador Dalí munkásságának egyes részei is ide sorolhatók.

## A mágikus realista regények általános ismérvei
Ezen elemek sok mágikus realista irodalmi műben megtalálhatók, de nem feltétlenül jelenik meg mindegyik ugyanazon regényben. Néhány elem olyan regényekben is felfedezhető, amelyek más irányzatokhoz kötődnek.
- Tartalmaz varázslatos/mágikus elemeket;
  - A mágikus elem lehet ösztönös, de soha nem magyarázzák meg jelenlétét;
  - A szereplők ritkán kérdőjelezik meg ezen elemeket, általában elfogadják létezésüket;
- Érzékekre vonatkozó részletek gazdag megjelenítése;
- Torzítja az időt, így az periodikusnak vagy éppen nem létezőnek tűnik. Másik módszere, hogy az idő összeomlik, a jelen ismétli a múltat, vagy nagyon emlékeztet rá;
- Megfordítja az ok-okozati összefüggéseket; például egy szereplő még a tragédia bekövetkezése előtt bűnhődik;
- Legendákat és népmesei elemeket olvaszt magába;
- Többszörös perspektívából mutatja be az eseményeket, mint hit és hitetlenség, vagy a gyarmatosító és a gyarmatosított;
- Nyílt lázadást jelenthet a totalitárius kormányzat vagy a gyarmatosítás ellen;
- Kulturális keveredés időszakában játszódik, vagy abból a korszakból ered;
- Visszatükrözi a múltat és jelent vagy az asztrális és fizikai síkokat, esetleg a szereplőket.

## Filmek
Néhányan bizonyos filmeket is a mágikus realizmusba sorolnak (például az Eastwicki boszorkányok, a Baseball álmok, a Szeress Mexikóban vagy a Donnie Darko), de a kifejezést még mindig elsősorban az irodalomhoz kötik.

## Mágikus realizmushoz köthető írók
- Sherman Alexie
- Isabel Allende
- Miguel Ángel Asturias
- Francesca Lia Block
- Bodor Ádám
- Jorge Luis Borges
- Böszörményi Gyula
- Mihail Afanaszjevics Bulgakov
- Dino Buzzati
- Italo Calvino
- Alejo Carpentier
- Ana Castillo
- Julio Cortázar
- Juan Carlos Onetti
- Darvasi László
- Laura Esquivel
- William Faulkner
- Carlos Fuentes
- Gabriel García Márquez
- Günter Grass
- Alekszandr Grin
- Giovannino Guareschi
- Joanne Harris
- Russell Hoban
- Alice Hoffman
- Eric Knight
- Kodolányi János
- Lőrinczy Judit
- Toni Morrison
- Murakami Haruki
- Orhan Pamuk
- Shelley Parker-Chan
- João Guimarães Rosa
- Juan Rulfo
- Salman Rushdie
- Graham Swift
- D.M. Thomas